# Cebulek (film 1961)
Cebulek (ros. Чиполлино, Czipollino) – radziecki film animowany z 1961 roku w reżyserii Borisa Diożkina według bajki włoskiego pisarza Gianni Rodari pt. Opowieść o Cebulku.

## Role głosowe
- Margarita Kuprijanowa jako Cebulek (Czipollino)
- Erast Garin
- Siergiej Martinson
- Gieorgij Millar
- Gieorgij Wicyn jako Kaktus
- Michaił Nazwanow

## Animatorzy
Władimir Krumin, Wiktor Arsientjew, Anatolij Sołin, Siergiej Diożkin, Witalij Bobrow, Konstantin Czikin, Władimir Karp, Faina Jepifanowa, Boris Diożkin, Wadim Dołgich